# Louis, Prinț Condé (1668–1710)
Louis de Bourbon (n. 11 octombrie 1668, Paris, Regatul Franței – d. 4 martie 1710, Paris, Regatul Franței), a fost Prinț Condé pentru mai puțin de un an de zile, după decesul tatălui lui Henric al III-lea, Prinț Condé în 1709. Ca membru al Casei de Bourbon, era prince du sang.

## Biografie
Louis de Bourbon, duce de Bourbon, duce de Montmorency (1668-1689) duce d'Enghien (1689-1709), al 6-lea Prinț de Condé, conte de Sancerre (1709-1710), conte de Charolais (1709), s-a născut la Hôtel de Condé în Paris la 10 noiembrie 1668 și a murit la Palatul Versailles la 4 martie 1710.
Fiul cel mare al lui Henri Jules de Bourbon, duce d'Enghien și a soției lui Anne Henriette de Bavaria, Louis a fost nepot al lui Louis al II-lea de Bourbon, Prinț de Condé, cunoscut la Curte ca le Grand Condé.
Sora sa, Marie Thérèse de Bourbon, s-a căsătorit cu François Louis, Prinț de Conti în 1688. O altă soră, Anne Louise Bénédicte de Bourbon, s-a căsătorit cu Louis Auguste de Bourbon, duce du Maine, fiul recunoscut al regelui Ludovic al XIV-lea, în 1692. Sora sa cea mică, Marie Anne de Bourbon, s-a căsătorit cu faimosul general Louis Joseph de Bourbon, duce de Vendôme.
A fost Chevalier du Saint-Esprit în 1686, colonel de infanterie, maréchal de camp în 1690, și general locotenent în 1692. După decesul tatălui său, a moștenit toate titlurile și domeniile Condé.

### Căsătorie
În 1685, Louis s-a căsătorit cu Louise-Françoise de Bourbon, cunoscută la curte ca Mademoiselle de Nantes, care era fiica cea mare recunoscută a regelui Ludovic al XIV-lea al Franței și a metresei sale, Madame de Montespan. Într-o epocă în care considerentele dinastice jucau un rol major, ochii celor de la Curte erau ațințiți pe căsătoria dintre un prinț de sânge pursânge și un bastard regal. Totuși, capul Casei de Condé, le Grand Conde, a cedat la această căsătorie considerată inferioară, în speranța de a obține favoarea tatălui miresei, Ludovic al XIV-lea.
Ducele de Bourbon în vârstă de 17 ani era cunoscut la curte ca  Monsieur le Duc. După căsătorie, soția lui a devenit Madame la Duchesse.

### Copii
Cuplul a avut nouă copii:
| Nume                                                                                | Portret | Date                                  | Note |  |
| ----------------------------------------------------------------------------------- | ------- | ------------------------------------- | --- |  |
| Marie Gabrielle Éléonore de Bourbon Călugăriță la Saint-Antoine-des-Champs          |         | 22 decembrie 1690 - 30 august 1760    | Născută la Palatul Versailles; retardată mental; a murit la Villejuif. În timpul tinereții era cunoscută ca Mademoiselle de Condé și de Bourbon. |  |
| Louis Henri Joseph de Bourbon Duce de Bourbon Prinț de Condé                        |         | 18 august 1692 - 27 ianuarie 1740     | S-a născut la Palatul Versailles și s-a căsătorit de două ori; prima dată cu verișoara din partea paternă Marie Anne de Bourbon și nu a avut copii. Mai târziu s-a căsătorit cu Caroline de Hesse-Rotenburg și a avut copii. A fost prim ministru al Franței în timpul domniei lui Ludovic al XV-lea al Franței însă mai târziu regele l-a exilat. Louis Henri a murit în dizgarție la Castelul Chantilly;                                                |  |
| Louise Élisabeth de Bourbon Prințesă Conti                                          |         | 22 noiembrie 1693 – 27 mai 1775       | S-a născut la Versailles și s-a căsătorit cu verișorul din partea paternă Louis Armand al II-lea, Prinț Conti. A fost bunica maternă a lui Philippe Égalité. A murit la Paris. |  |
| Louise Anne de Bourbon Mademoiselle de Charolais                                    |         | 23 iunie 1695 - 8 aprilie 1758        | S-a născut la Versailles, nu s-a căsătorit niciodată; a avut o relație cu Louis François Armand Vignerot du Plessis, duce de Richelieu și a fost amanta sa în același timp cu verișoara sa, Charlotte Aglaé d'Orléans. |  |
| Marie Anne de Bourbon Mademoiselle de Clermont                                      |         | 16 octombrie 1697 - 11 august 1741    | S-a născut la Paris. S-a spus că a fost fructul iubirii dintre mama sa și iubitul ei François Louis, Prinț Conti. S-au căsătorit în secret împotriva dorinței fratelui ei în 1719; a murit la Paris după ce a lucrat mulți ani în serviciul reginei Maria Leszczyńska; a fost cunoscută ca Mademoiselle de Clermont; |  |
| Charles de Bourbon Conte de Charolais                                               |         | 19 iunie 1700 - 23 iulie 1760         | Născut la Chantilly, a fost cunoscut drept contele de Charolais; după moartea sa, titlul a trecut surorii sale, Louise Anne; S-a căsătorit în secret cu Jeanne de Valois-Saint Remy, o descendentă a lui Henric al II-lea pe ramura nelegitimă. Fiul lor a fost Louis-Thomas (1718-1799), care nu a fost recunoscut de rege și mai târziu a fost exilat în Anglia; de asemenea, a avut copii cu amanta sa Marguerite Caron de Rancurel. A murit la Paris; |  |
| Henriette Louise Marie Françoise Gabrielle de Bourbon Stareță la Beaumont-lès-Tours |         | 15 ianuarie 1703 - 19 septembrie 1772 | S-a născut la Versailles; a fost considerată ca o posibilă soție pentru Ludovic al XV-lea însă a refuzat; nu s-a căsătorit niciodată; cunoscută ca Mademoiselle de Vermandois, a fost staretă din 1728; a murit la Beaumont; |  |
| Élisabeth Thérèse Alexandrine de Bourbon Mademoiselle de Sens                       |         | 15 septembrie 1705 - 15 aprilie 1765  | S-a născut la Paris; cunoscută ca Mademoiselle de Sens; averea ei imensă a fost moștenită de nepotul ei, Louis Joseph de Bourbon - viitor Prinț de Condé; |  |
| Louis de Bourbon Conte de Clermont                                                  |         | 15 iunie 1709- 16 iunie 1771          | S-a născut la Versailles; a fost cunoscut drept contele de Clermont. Nu s-a căsătorit niciodată și a murit la Versailles. |  |

1. ↑  Autoritatea BnF, accesat în 10 octombrie 2015